# 노보텔

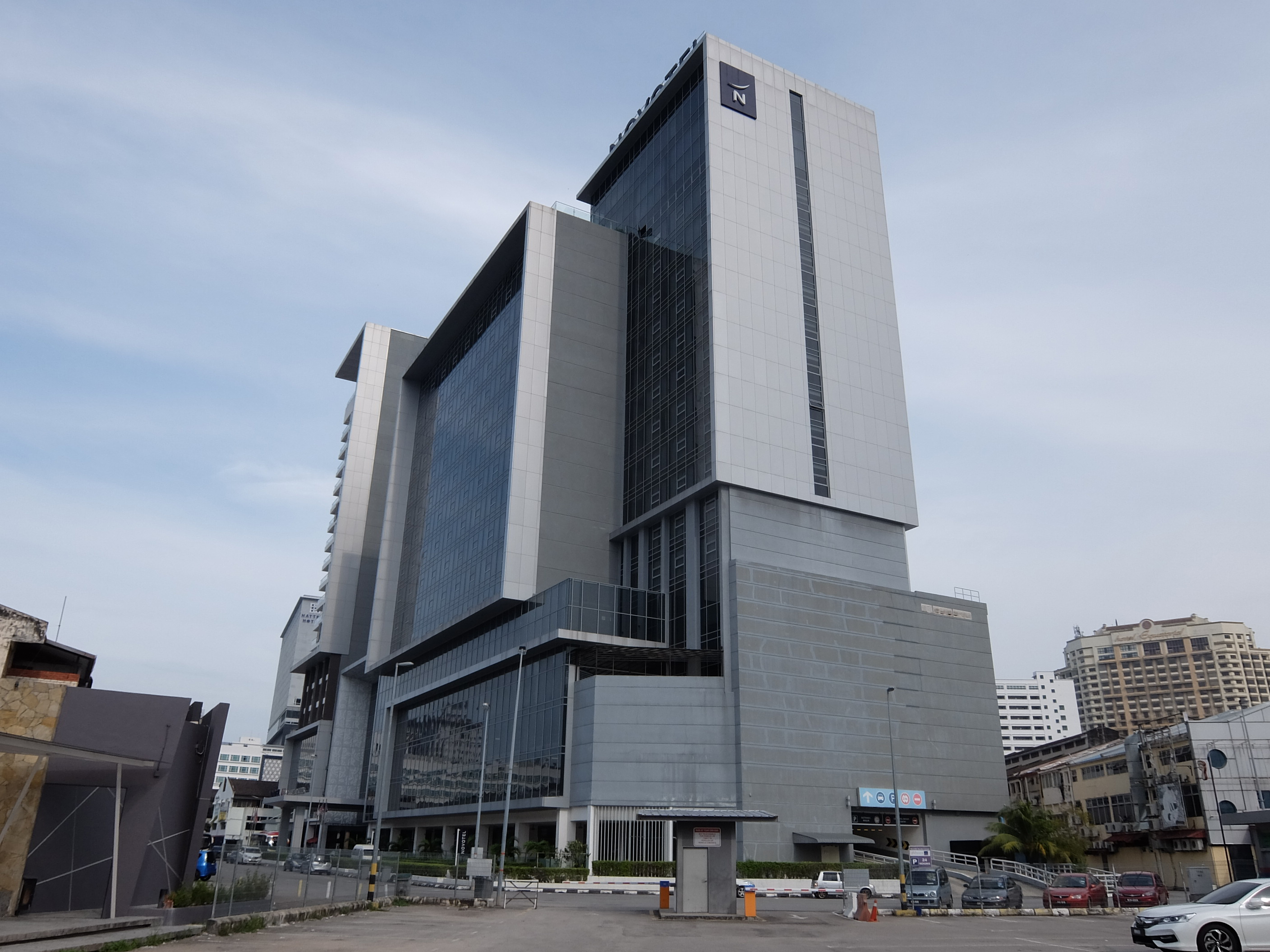
노보텔

노보텔(Novotel)은 프랑스에 본사를 둔 아코르 호텔 그룹의 호텔 체인이다.

## 같이 보기
- 아코르